# جون جونگ-سو
این یک نام کره‌ای است؛ نام خانوادگی جون است.
جون جونگسو (کره‌ای: 전종서؛ زادهٔ ۵ ژوئیه ۱۹۹۴)، همچنین با نام ریچل جون (انگلیسی: Rachel Jun) نیز شناخته می‌شود، بازیگر اهل کره جنوبی است. او به خاطر نقش هه-می در فیلم سوزاندن (۲۰۱۸) شناخته می‌شود. او برندهٔ جایزهٔ بهترین بازیگر نقش اول زن در پنجاه و هفتمین جوایز هنری بکسانگ برای عملکردش در فیلم دلهره‌آور تماس (۲۰۲۰) شد.

## اوایل زندگی
جون جونگ-سو در سئول، کره جنوبی به دنیا آمد و تنها فرزند خانواده است. جون جونگ-سو و خانواده‌اش زمانی که او کودک بود، به کانادا مهاجرت کردند. او در یک مدرسهٔ راهنمایی در کانادا تحصیل کرد، سپس به کره بازگشت و از دبیرستان هنرهای آنیانگ فارغ‌التحصیل شد. او بعد از دبیرستان، در رشتهٔ فیلم دانشگاه سجونگ تحصیل کرد. بعداً، او از دانشگاه انصراف داد تا حرفهٔ بازیگری خود را با آزادی بیشتری دنبال کند.

## حرفه
جون جونگ-سو حرفهٔ بازیگری خود را پس از پیوستن به یک آژانس مدیریتی آغاز کرد و اولین ادیشن خود را در سال ۲۰۱۷ برای فیلم سوزاندن به کارگردانی لی چانگ-دونگ انجام داد. جونگ-سو یک بازیگر بی تجربه و بدون سابقه در صنعت سرگرمی، برندهٔ رقابت شد و در کنار بازیگران شناخته شده‌ای مانند یو آه-این و استیون ین بازی کرد.
جونگ-سو در ابتدا به دنبال نقش هه-می آزادمنش در سوزاندن نبود زیرا فکر می‌کرد که هیچ شانسی برای رسیدن به آن ندارد. ادیشن تنها سه روز بعد از اینکه به آژانس استعداد یابی فعلی‌اش پیوست، برگزار شد. سوزاندن در مه ۲۰۱۸، در جشنواره کن به نمایش درآمد، و در آنجا جونگ-سو در فرش قرمز ظاهر شد. این فیلم تحسین جهانی را برانگیخت و برای نخل طلا در جشنواره فیلم کن ۲۰۱۸ رقابت کرد، و اولین فیلم کره‌ای بود که به فهرست نامزدهای نه فیلم منتخب نهایی بهترین فیلم خارجی‌زبان در نود و یکمین دوره جوایز اسکار راه یافت.
در سال ۲۰۲۰، جونگ-سو در دومین فیلمش به نام تماس بازی کرد. او نقش یونگ-سوک را بازی می‌کند که معتقد است تلفن متصل به آینده، تنها امید او برای نجات از تصمیم‌گیری‌های خطرناک است. این فیلم در نوامبر ۲۰۲۰، در نتفلیکس به نمایش درآمد. جونگ-سو برای عملکردش در فیلم تماس برندهٔ جایزهٔ بهترین بازیگر نقش اول زن در پنجاه و هفتمین جوایز هنری بکسانگ و سی‌امین جوایز فیلم بوایل شد.
او اولین فیلم انگلیسی‌زبان خود را در کنار کیت هادسن و کریگ رابینسون به نام مونالیزا و ماه خونین بازی کرد که یک فیلم فانتزی-ماجراجویی اثر نویسنده-کارگردان ایرانی-آمریکایی آنا لیلی امیرپور است و به عنوان شخصیت اصلی مونا بازی می‌کند. این فیلم، اولین بار در هفتاد و هشتمین جشنواره بین‌المللی فیلم ونیز در سپتامبر ۲۰۲۱ به نمایش درآمد.
جون جونگ-سو در آینده در فیلم کمدی رمانتیک «Romance Without Love» در کنار سون سوک-کو بازی خواهد کرد که نقش یک زن مجرد در اواخر دههٔ بیست سالگی را به تصویر می‌کشد، و توسط جونگ گا-یونگ کارگردانی می‌شود. او اولین بازی خود در یک مجموعهٔ تلویزیونی را در خانه کاغذی: کره – منطقه اقتصادی مشترک در نقش توکیو انجام داد که اقتباس کره‌ای درام جنایی اسپانیایی خانه کاغذی است. این مجموعه در ۲۴ ژوئن ۲۰۲۲ از نتفلیکس منتشر خواهد شد.

## فیلم‌شناسی

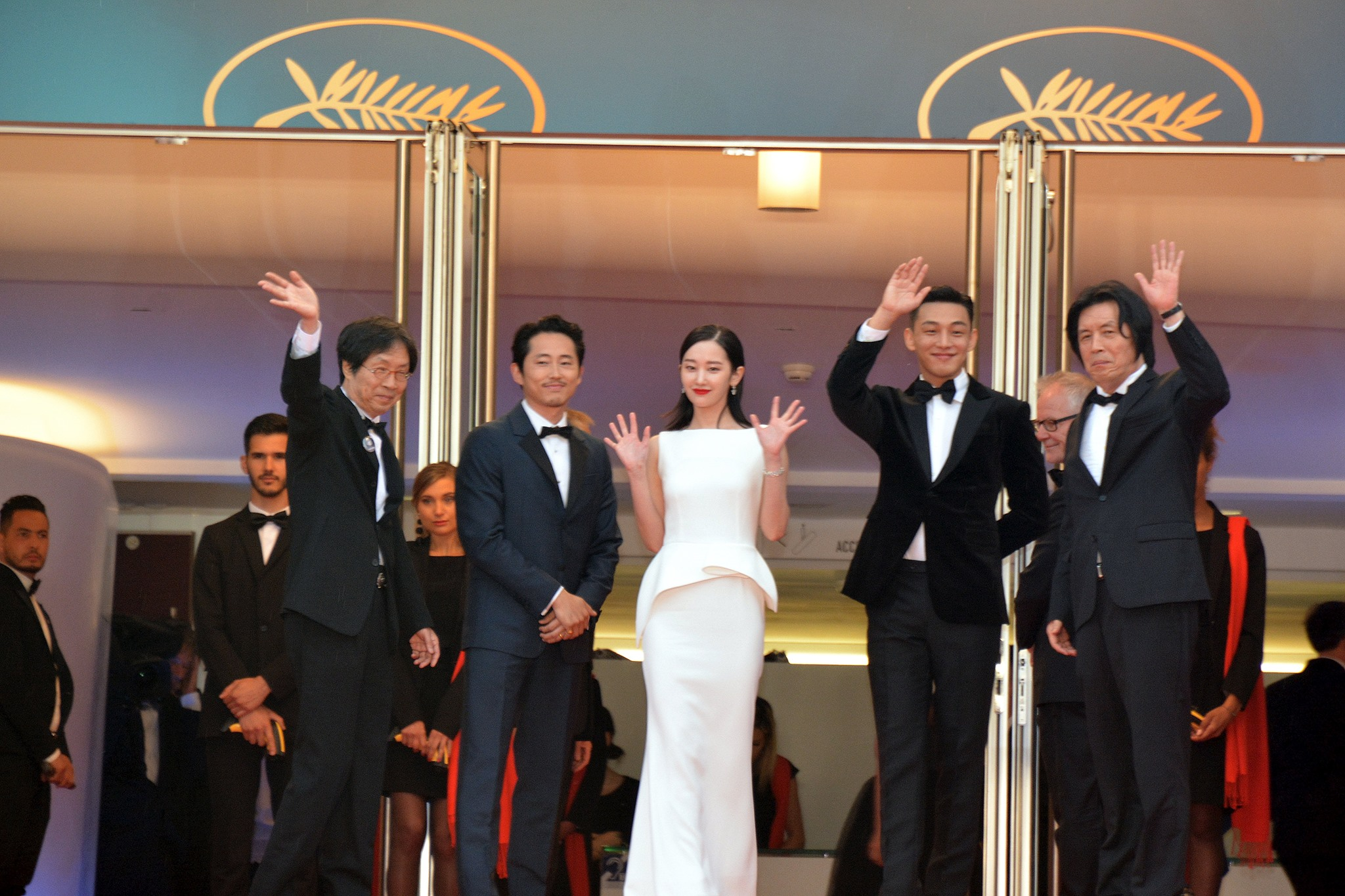
جون جونگ-سو در جشنواره فیلم کن ۲۰۱۸

### فیلم
| سال  | عنوان                | نقش          | توضیحات                                            | منبع          |
| ---- | -------------------- | ------------ | -------------------------------------------------- | ------------- |
| ۲۰۱۸ | سوزاندن              | شین هه-می    |                                                    | [ ۲۷ ]        |
| ۲۰۲۰ | تماس                 | اوه یونگ-سوک |                                                    | [ ۱۲ ]        |
| ۲۰۲۱ | مونالیزا و ماه خونین | مونا         | در هشتاد و هفتمین جشنواره فیلم ونیز به نمایش درآمد | [ ۲۸ ]        |
| ۲۰۲۱ | Romance Without Love | جا-یونگ      | پیش‌تولید                                           | [ ۲۹ ] [ ۳۰ ] |
| ن/م  | Ransom               |              | فیلم کوتاه                                         | [ ۳۱ ]        |

### مجموعه تلویزیونی
| سال | عنوان                                 | نقش   | کارگردان(ها) | شبکه    | توضیحات  | منبع   |
| --- | ------------------------------------- | ----- | ------------ | ------- | -------- | ------ |
| ن/م | خانه کاغذی: کره – منطقه اقتصادی مشترک | توکیو | کیم هونگ-سون | نتفلیکس | نقش اصلی | [ ۳۳ ] |